# Blériot III
Le Blériot III est un aéronef français du début du XXe siècle à ailes à la fois annulaires et en tandem. Il est construit par Louis Blériot et Gabriel Voisin, deux pionniers dans l'histoire de l'aviation. L'échec de cet avion, qui s'avère incapable de décoller, conduit à sa refonte. L'appareil est alors rebaptisé Blériot IV, mais il est endommagé pendant ses essais, sans avoir jamais quitté le sol.

## Caractéristiques et histoire
Le Blériot III est d'une configuration radicalement différente de ce qui allait devenir la conception orthodoxe des avions, avec deux grandes cellules à ailes en anneau elliptiques reliées en tandem et tenues par des mâts. Un unique moteur Antoinette de 24 ch (18 kW), monté transversalement sur l'aile inférieure avant, entraîne deux hélices tractrices grâce à des arbres de transmission flexibles intégrant un réducteur pour réduire les 1 800 tr/min du moteur à 600 tr/min. La transmission de la puissance représente alors 100 kg de l'avion sur les 400 kg de son poids total. Le train d'atterrissage est constitué d'une paire de longs flotteurs situés sous l'aile avant et d'un troisième l'aile arrière. Blériot et Voisin tentent de le faire voler depuis le lac d'Enghien en mai 1906, mais la machine n'aurait jamais décollé. 
En octobre, ils apportent des modifications majeures à la conception, en ajoutant un gouvernail à la cellule arrière, en remplaçant les ailes avant en anneau par un agencement biplan plus classique, en ajoutant un deuxième moteur et en remplaçant les hélices tractrices par des propulsives. À ce stade, l'avion est rebaptisé Blériot IV . Des tentatives de faire voler l'avion en hydravion sont effectuées les 12 et 18 octobre au lac d'Engheim. Cependant, ces modifications d'avèrent insuffisantes, l'avion refusant toujours de s'arracher du sol. Les flotteurs sont alors retirés au profit d'un train d'atterrissage à roues. Le 12 novembre 1906, de nouvelles tentatives de vol sont effectuées au parc de Bagatelle, mais l'avion heurte un obstacle lors d'une course au sol et est endommagé de façon irréparable. L'échec est exacerbé par la vue du vol réussi d'Alberto Santos-Dumont avec le 14 bis, effectué à Bagatelle le même jour devant Voisin et Blériot. Après cet échec, le partenariat entre Voisin et Blériot fut dissout, les deux hommes préférant se concentrer sur leurs propres idées de conception. Voisin lance alors avec son frère Voisin frères, alors que Blériot construit d'autres avions expérimentaux en collaboration avec diverses personnes. 